# Sint-Godelievekerk (Roeselare)

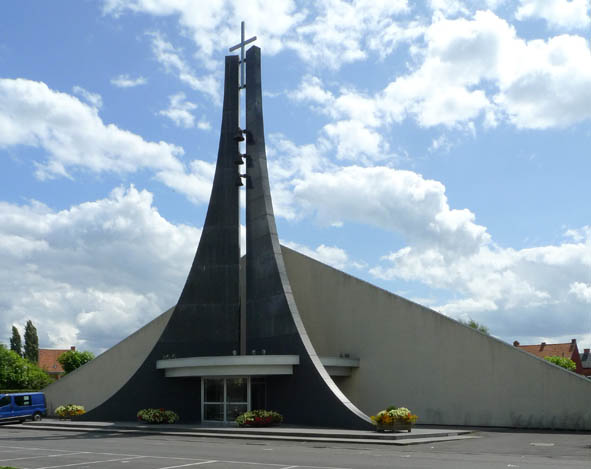
Sint-Godelievekerk in Roeselare

De Sint-Godelievekerk is een parochiekerk in de West-Vlaamse stad Roeselare, gelegen aan de Honzebroekstraat 32.

## Geschiedenis
Na de Tweede Wereldoorlog breidde Roeselare zich sterk in noordelijke richting uit, en verschenen de wijken Westkouter (1953), Beekkwartieren (1960-1970), Biezenhof (1979-1981) en Klokkeput (1986-1990). In 1964 werd een noodkerk in gebruik genomen, die in 1981 werd vervangen door een definitief kerkgebouw.
Dit kerkgebouw, in de stijl van het naoorlogs modernisme, werd gebouwd naar ontwerp van H. Vermoortel. Het is een zaalkerk onder breed zadeldak met daarvoor een toren, bestaande uit twee betonelementen in paraboolvorm, waaronder zich het ingangsportaal bevindt.